# Guanajuato (miasto)
Guanajuatoⓘ – miasto w środkowym Meksyku, na obszarze Mesy Centralnej, na wysokości 2050 metrów, stolica stanu Guanajuato. 
Miasto zostało założone na początku XVI wieku przez Hiszpanów. Podstawą gospodarki miasta od XVIII w. były kopalnie rud srebra. W szczytowym okresie wydobycia z Guanajuato pochodziło 2/3 światowej produkcji tego metalu. Pozostałością po górniczej przeszłości jest głęboki na 600 metrów szyb górniczy. Z kolei w zabudowie miejscowości można wyróżnić liczne klasycystyczne i barokowe budowle w tym kościoły: La Compania i La Valenciana. 
Guanajuato było miejscem pierwszej bitwy w meksykańskiej wojnie wyzwoleńczej w 1810 r. Na wzgórzu ponad miastem wznosi się pomnik bohatera wojny wyzwoleńczej „El Pípila” – Juan José de los Reyes Martínez. 
Od 1988 na liście Światowego Dziedzictwa Kulturowego Unesco. Corocznie odbywa się międzynarodowy festiwal Cervantino. Największą atrakcją turystyczną miasta jest Muzeum Mumii.

## Miasta partnerskie
- Québec, Kanada
- Ashland, USA
- Colchester, Wielka Brytania